# Augusto de Vasconcelos

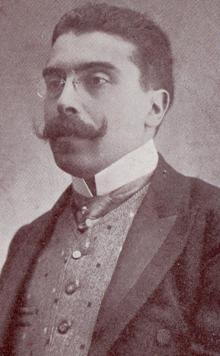
Augusto de Vasconcelos, 1911

Augusto César de Almeida de Vasconcelos Correia (* 25. September 1867 in Lissabon; † 27. September 1951 ebd.) war ein portugiesischer Arzt, Diplomat und Politiker. Für die Demokratische Partei (PD) war er Premierminister und Außenminister seines Landes.

## Leben
De Vasconcelos studierte Medizin am chirurgisch-medizinischen Institut in Lissabon. Nach Abschluss seines Studiums 1891 lehrte er am Institut. Als überzeugter Republikaner war er Mitglied der Republikanischen Partei, nach der Abschaffung der Monarchie 1910 der Portugiesischen Republikanischen Partei bzw. der Demokraten.
Als João Pinheiro Chagas, ein persönlicher Freund von de Vasconcelos, am 4. September 1911 die erste verfassungsmäßige Regierung nach Sturz der Monarchie bildete, tritt de Vasconcelos als Außenminister in sie ein. Am 13. November 1911 muss Chagas zurücktreten und de Vasconcelos wird sein Nachfolger, behält das Amt des Außenministers jedoch bei. Am 16. Juni 1912 muss de Vasconcelos schließlich zurücktreten und sein Amt seinem Nachfolger überlassen.
Nach seinem Rücktritt war de Vasconcelos als Diplomat tätig, vertrat sein Land als Botschafter in Madrid (1913–1914) und London (1914–1919). Danach war er portugiesischer Delegierter bei der Pariser Friedenskonferenz 1919 und vertrat sein Land beim Völkerbund. 1935 nahm er an der Schlichtung nach dem Chacokrieg zwischen Bolivien und Paraguay teil. Von 1935 bis 1937 war er Präsident der Völkerbundsversammlung.